# Envermeu
Envermeu – miejscowość i gmina we Francji, w regionie Normandia, w departamencie Sekwana Nadmorska.
Według danych na rok 1990 gminę zamieszkiwało 1960 osób, a gęstość zaludnienia wynosiła 134 osoby/km² (wśród 1421 gmin Górnej Normandii Envermeu plasuje się na 116. miejscu pod względem liczby ludności, natomiast pod względem powierzchni na miejscu 151.).